# Super Hero Time
Super Hero Time (スーパーヒーロータイム Sūpā Hīrō Taimu) là một loạt chương trình trên mạng truyền hình, TV Asahi Nhật Bản, chiếu các tập phim của các series truyền hình tokusatsu Super Sentai và Kamen Rider. Super Hero Thời gian chiếu mỗi buổi sáng Chủ Nhật, từ 7:30 đến 8:30.
Bắt đầu từ cuối năm 1960, đây là giờ chiếu các chương trình giáo dục cho trẻ em. Qua nhiều năm hiện nay có cả các chương trình anh hùng henshin, một trong những chương trình đầu tiên là Chiến binh tình yêu, Rainbowman (愛の戦士レインボーマン).
Đến năm 2005, khẩu hiệu của chương trình là "Super Hero Time. Bắt đầu... Bây giờ !";, được rút gọn thành " Super Hero Time ".
Super Hero Time là một phần của loạt chương trình lớn hơn: Nichi Asa Kids Time (ニチアサキッズタイム Nichi Asa Kizzu Taimu, "Thời Gian Trẻ Em Sáng Chủ Nhật"), bắt đầu vào 7:00 JST với một anime dành cho con trai (bắt đầu với Crush Gear Turbo, sau đó là Vua khủng long, và hiện nay là Chiến hồn Shōnen Gekiha Dan) và kết thúc lúc 9:00 JST sau khí chiếu một anime cho con gái (bắt đầu là Ojamajo Doremi và hiện nay là Fresh Pretty Cure!). Tất cả được thực hiện bởi Hãng giải trí Bandai.

## Lên sóng
- 2003-2004: Bakuryuu Sentai Abaranger & Kamen Rider Faiz
- 2004-2005: Tokusou Sentai Dekaranger & Kamen Rider Blade
- 2005-2006: Mahou Sentai Magiranger & Kamen Rider Hibiki
- 2006-2007: GoGo Sentai Boukenger & Kamen Rider Kabuto
- 2007-2008: Juken Sentai Gekiranger & Kamen Rider Den-O
- 2008-2009: Engine Sentai Go-onger & Kamen Rider Kiva
- 2009-2010: Samurai Sentai Shinkenger & Kamen Rider Decade - Kamen Rider W
- 2010-2011: Tensou Sentai Goseiger & Kamen Rider W - Kamen Rider OOO
- 2011-2012: Kaizoku Sentai Gokaiger & Kamen Rider OOO - Kamen Rider Fourze
- 2012-2013: Tokumei Sentai Go-Busters & Kamen Rider Fourze - Kamen Rider Wizard
- 2013-2014: Zyuden Sentai Kyoryuger & Kamen Rider Wizard - Kamen Rider Gaim
- 2014-2015: Ressha Sentai ToQger & Kamen Rider Gaim - Kamen Rider Drive
- 2015-2016: Shuriken Sentai Ninninger & Kamen Rider Drive - Kamen Rider Ghost
- 2016-2017: Doubutsu Sentai Zyuohger & Kamen Rider Ghost - Kamen Rider Ex-Aid
- 2017-2018: Uchu Sentai Kyuranger  & Kamen Rider Ex-Aid - Kamen Rider Build
- 2018-2019: Kaitou Sentai Lupinranger VS Keisatsu Sentai Patranger  & Kamen Rider Build - Kamen Rider Zi-O
- 2019-2020: Kishiryu Sentai Ryusoulger-Super Sentai Saikyo Battle & Kamen Rider Zi-O - Kamen Rider Zero-One
- 2020-2021: Mashin Sentai Kiramager & Kamen Rider Zero-One & Kamen Rider Saber
- 2021-2022: Kikai Sentai Zenkaiger & Kamen Rider Saber - Kamen Rider Revice
- 2022-2023: Avataro Sentai Donbrothers & Kamen Rider Revice - Kamen Rider Geats
- 2023-2024: Ohsama Sentai King-Ohger & Kamen Rider Geats - Kamen Rider Gotchard
- 2024-2025: Bakuage Sentai Boonboomger & Kamen Rider Gotchard - Kamen Rider Gavv